# 大船渡丸森站
大船渡丸森站（日语：／ Ōfunatomarumori eki */?）是位於岩手縣大船渡市大船渡町字丸森，東日本旅客鐵道（JR東日本）的大船渡線BRT巴士站。
大船渡線氣仙沼站至盛站之間的鐵路服務於2020年4月1日廢止。此巴士站是在BRT化以後才設置，因此不是鐵路車站，此巴士站不會計算在JR東日本車站數目內。

## 歷史
- 2020年（令和2年）3月14日：巴士站啟用[1][2]。

## 巴士站構造
巴士站於專用道路上，道路兩邊均設有上落客處。專用道路只有1條行車線，因此上下行班次不可同時到發。
上行上落客處設有候車室和上蓋，下行上落客處設有上蓋。

## 使用狀況
- 在2019年度（令和元年度），1日平均乘車人次為8人[4]。

## 巴士站周邊
- 岩手縣道38號大船渡廣田陸前高田線（日语：岩手県道38号大船渡広田陸前高田線）
- 國道45號
- 三陸自動車道大船渡碁石海岸交匯處（日语：大船渡碁石海岸インターチェンジ）

## 相鄰巴士站
東日本旅客鐵道（JR東日本）
■大船渡線BRT
□快速、■普通
細浦－大船渡丸森－下船渡

## 注腳
1. ↑   (PDF) (新闻稿). 東日本旅客鐵道盛岡分社、東日本旅客鐵道仙台分社. 2020-01-22  [2020-01-23]. （原始内容存档 (PDF)于2020-01-23） （日语）.
2. ↑  大船渡線ＢＲＴに４つの新駅／岩手 （页面存档备份，存于）（日語）. IBC岩手放送. 2020年3月14日發布, 2020年3月19日參閲.
3. ↑   (PDF) (新闻稿). 東日本旅客鉄道盛岡支社. 2020-02-18  [2020-02-19]. （原始内容存档 (PDF)于2020-02-19） （日语）.
4. ↑  . 東日本旅客鐵道.   [2020-07-19]. （原始内容存档于2021-01-10） （日语）.

## 外部連結
- 車站資訊（大船渡丸森）：東日本旅客鐵道（日語）